# カーウイングス

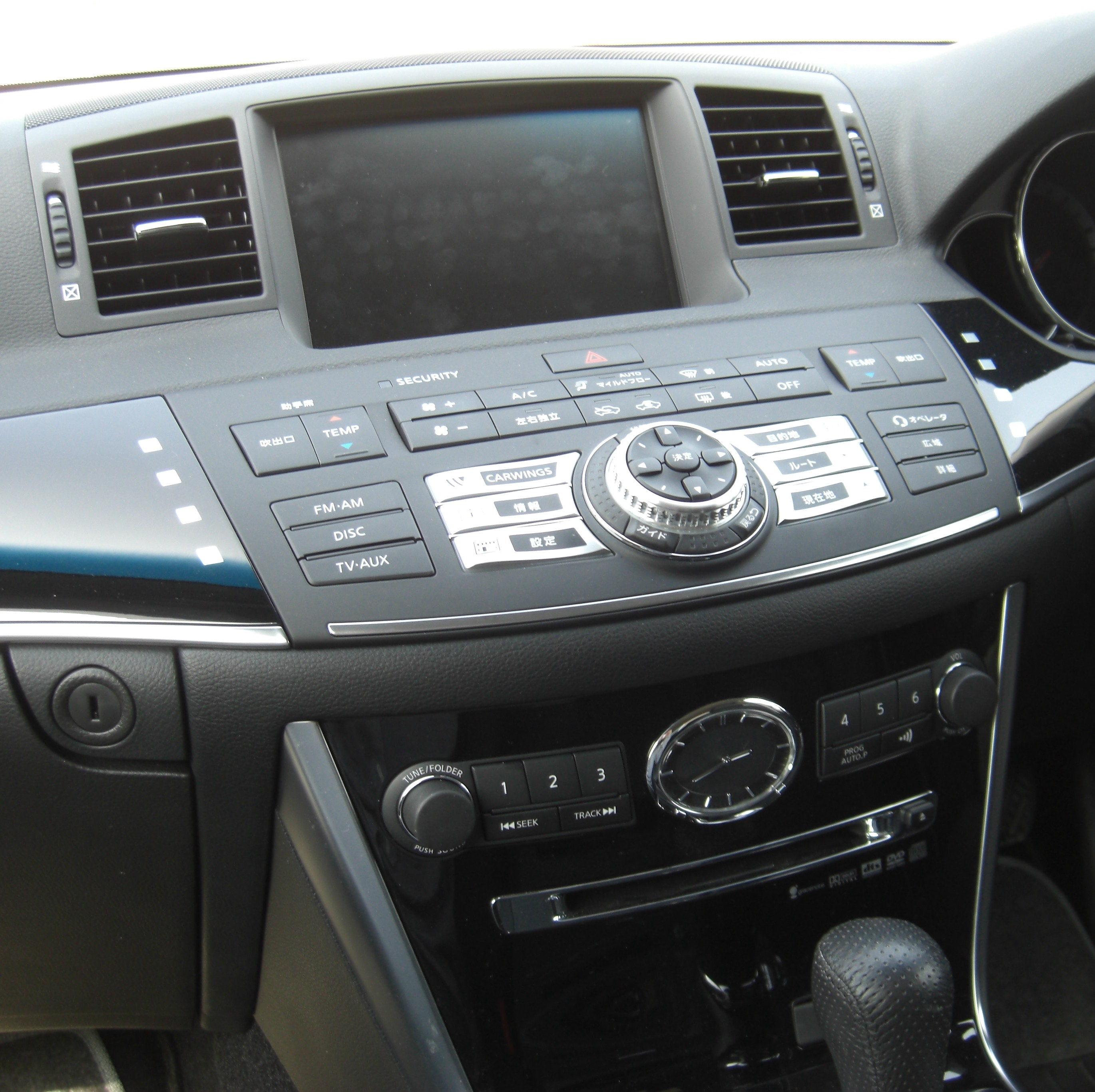
カーウイングスナビゲーションシステム HDD方式
日産・フーガ 後期型用

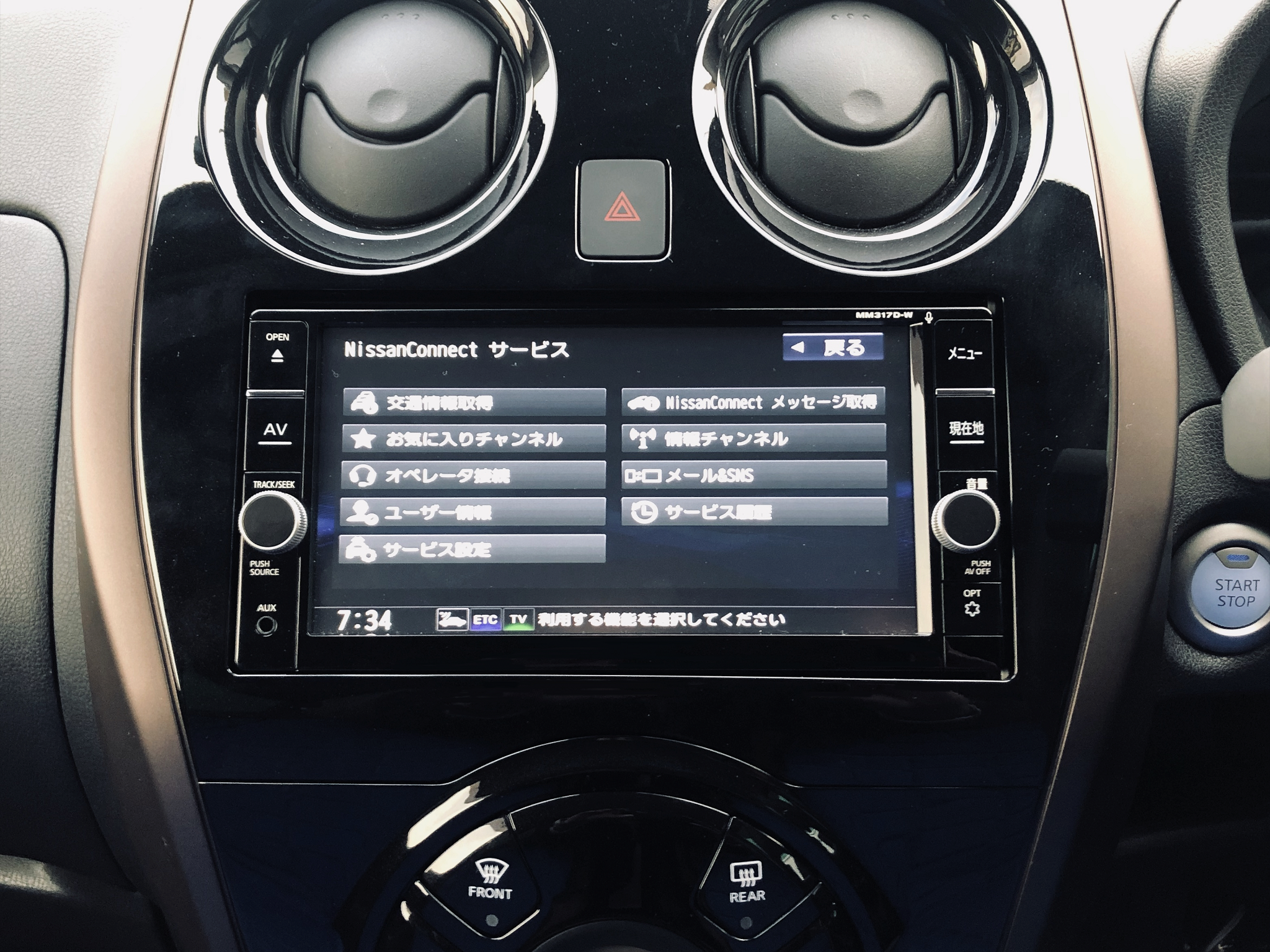
Nissan Connect サービス ナビメニュー画面
日産・ノート e-POWER

カーウイングス (CARWINGS) とは、日産自動車が提供するテレマティクスサービス。
日産自動車の標準カーナビに携帯電話をつないでネットワークに接続し、様々なサービスを利用できる（ただし、携帯電話によっては適合しない）。オペレータボタンを押してオペレータと話すことで、ナビの目的地設定や情報チャンネルのダウンロードができる。情報チャンネル（Auto DJ）では、複数のチャンネルが用意され、必要な情報が入手できる。
車版Web2.0を標榜しているが、WebブラウザやHTTPクライアントを実装しているわけではない。

## 沿革
- 1997年12月 - テレマティクスサービスプロバイダー「コンパスリンク株式会社」設立。
  - 日産自動車の他に、ツーカー&デジタルツーカーグループ、NTTドコモ、ザナヴィ・インフォマティクス、カルソニックカンセイ、ベルシステム24、クラリオン、ゼンリンが出資していた。

- 1998年9月 - 有人オペレーターによるテレマティクスサービス「コンパスリンク」提供開始。
- 1999年7月 - 無人情報サービス「オートコンパスリンク」サービス提供開始。
- 2000年1月 - コンパスリンクサービスを三菱自動車向けに提供開始。
- 2000年7月 - BMW JAPAN向けコンパスリンクサービスとして「BMW Asist モビリティーサポート」サービス提供開始。
  - 専用カーナビゲーションシステムと対応携帯電話が必要だった。専用カーナビシステムは、日産車標準装備のものの他、日産純正オプション品、ザナヴィ製市販品が選べた。
  - 対応携帯電話はNTTドコモとツーカーのみで、au・ソフトバンクモバイル（Jフォン）の携帯電話は未対応だった。しかし、接続する携帯電話によってサービス使用に制約があった。NTTドコモの携帯電話を接続する場合は全国でサービス使用可能だったが、ツーカー・デジタルツーカーの携帯電話を接続する場合は、ツーカー側のシステムの制約のため、ツーカーセルラー東京・ツーカーセルラー東海・ツーカーホン関西・デジタルツーカー東北・デジタルツーカー中国・デジタルツーカー四国の各エリアでしか使用できなかった[注釈 1]。

- 2002年
  - 2月 - コンパスリンクでの経験・ノウハウを活かし、国内初の総合テレマティクスサービス「CARWINGS（カーウイングス）」を発表。全キャリアの携帯電話が対応可能となる。
  - 2月 - 株式会社TBSラジオ&コミュニケーションズと共同で「カーウイングス」を活用したオンデマンドラジオ共同実験を開始。

- 2003年4月 - 鉄道日本社「自動車工学」の2002～2003ニューテクノロジー・オブ・ザ・イヤー受賞
- 2004年
  - 9月 - 最速ルート探索機能、Bluetoothワイヤレス通信機能を搭載した新型カーウイングスナビゲーションを発売。
  - 10月 - カーウイングスオペレーターサービスを24時間化、あわせてサービス料金体系を3年間無料化。
  - 10月 - NTTドコモとの共同検討サービスとして、新情報提供サービス「送っとケータイ」を開始。
- 2005年
  - 3月 - コンパスリンク株式会社が解散・消滅。サービスは日産本体が引き継ぐ。
  - 5月 - カーウイングスサイトで提供している「ドライブ計画」に統計交通情報を利用したルート探索機能を世界で初めて実用化。
  - 10月 - 会員とのコミュニティサイト「カーウイングス・スタイル」を開始 （2006年11月20日をもって終了）。
  - 10月 - 小学館主催「サライ大賞」サービス企画部門賞受賞。
- 2006年11月　- HDDタイプのナビゲーションを発売開始 （プローブ交通情報配信サービス開始）。
- 2008年
  - 1月23日 - ウィルコムが、専用通信ユニットの販売を開始。これにより、データ通信及びオペレータサービスの定額が実現された。
  - 4月1日 - オペレータサービス以外の全サービスが無料化(新車登録のみ)
  - 9月19日 - 三洋電機製のポータブルナビNV-BD600DT（愛称:ゴリラ）に搭載。
- 2013年5月31日 - 一部機種を対象にした「NissanConnect CARWINGS いつでもLink」を開始。同時に、同機能対応ナビの販売を開始。10年間分のパケット料金が含まれており、スマートフォン及びSNS、Gmail、Googleカレンダーとの連携が可能。通信回線網はNTTドコモのFOMAを使用する。
- 2017年7月1日 - 新サービス「NissanConnect」の提供を開始。2017年7月以降に発売される日産のオリジナルナビゲーションから利用可能。「オペレーターサービス」、「マイカーファインダー」、「リモートドア」、「警告灯通知案内」、「マイカーデータ」などの機能がある。[1][2]

## サービス
受けられるサービスは、カーナビの世代ごとに異なる。

### 最速ルート（オンデマンドVICS）
リアルタイムの渋滞情報を考慮した上で最短時間のルートを設定してくれるサービス。
名称は「最速」ルートとなっているが実態は「最短時間」ルートであり、道路が渋滞している場合でも回避しない方が到着時間が早くなるのであれば、渋滞を通るようにルート設定される。

### オペレータサービス
カーナビのオペレータボタンを押すことによって、センターに電話がつながり、口頭でナビの目的地設定を頼むことができるサービス。24時間、年中無休である。
目的地設定以外にも、交通情報や天気情報のダウンロード、レストラン検索などをオペレータに頼むことができる。
機械による応答ではないため、様々なリクエストを受けやすいという利点がある。

### 情報チャンネル（AutoDJ）
交通情報や天気情報、占い、プロ野球速報など様々な情報をナビにダウンロードできるサービス。
ダウンロードした文章は、ナビが自動で読上げてくれる (TTS) 。2006年9月20日より、カーウイングスホームページ上にて、RSSサイトのURLを登録することで、登録したRSSをダウンロードし読み上げを行う「インターネット情報チャンネル」サービスを開始した。

### プローブ交通情報配信
各車載機から走行情報を収集して、情報を整理し、情報提供するサービス。スマートループとの交通情報共有が行われており、ディーラーオプションである、日産オリジナルナビゲーションで、本サービスを利用するための専用機器は、パイオニア製である。

### この街ガイド
2006年11月から始まったサービス。自車位置周辺の施設情報のダウンロードし音声案内をおこなう。ダウンロードした施設に近づくことで自動的に施設の紹介を音声案内する。カーウィングスHDDナビ搭載。

### おまかせ再生
2006年11月から始まったサービス。上記サービスを場所や時間に応じて自動的に提供する。カーウィングスHDDナビ搭載。

### SNS連携
2013年5月発売の機種から対応。Twitterの情報を受信し、読み上げるほか、チェックイン情報を簡単操作で目的地に設定できる。

### Gmail連携/Googleカレンダー連携
2013年5月発売の機種から対応。自分のGmailアドレスに送られてきたメールを表示、読み上げる。カレンダー連携も同様に、音声での確認が可能。

## 料金

### カーウィングスナビ、NissanConnectカーウィングスナビの場合
当初、新車登録後3年間無料だったが、2008年4月からはオペレータサービス以外は永年無料になった。オペレータサービスは有料で年額3,240円（税別）で申し込みできる。ただしこれとは別に、携帯電話の通信料がかかる。ワイモバイルが同サービス向けに専用定額サービス「カーナビ専用サービス for CARWINGS」を提供している。ソフトバンクモバイルでは2010年1月以降、通常のパケット料金に月額210円でカーナビとの通信に限り定額制となる「カーナビプラン」を採用すると発表し、カーウィングスもこの対象となっている。また、KDDI（au）も本サービス及びG-BOOKに対応する、同様の「カーナビ用料金オプション」を2010年6月1日より開始している。

### ディーラーオプション・日産オリジナルナビゲーションの場合
ディーラーオプションのナビでは、専用の通信アダプタとセットで、10年間の通信料がついており、10年使い放題となっている。また、機種によっては1年間オペレータサービスが無料でついてくることがある。

## 対応車種
日産のほとんどの車（一部商用車・トラックを除く）に標準もしくはメーカー、ディーラーオプションで設定されている対応ナビゲーション、ディーラーオプションの日産オリジナルナビゲーションで利用可能。ただし、車種及びナビゲーションによって使用できる機能は異なる。また、スズキの一部車種（エスクード等）にも採用されている。
2008年9月からは三洋電機のナビ、ゴリラの一部機種にも搭載が開始されたが、現在は生産終了している。

## アプリサービス

### 専用スマートフォンアプリを提供[2]
- マイカーファインダー - クルマを停めたおおよその位置を把握。
- リモートドア - 離れた場所からドアのロックが可能。
- 警告灯通知案内 - 車両で点灯した警告灯の通知が受信可能。
- マイカーデータ（トリップデータ） - 出発時間、到着時間、走行距離、運転時間、平均速度、平均燃費を確認。
- マイカーデータ（月間データ） - 月ごとの累計走行距離と平均燃費をグラフ化。
- おしらせ - ナビに配信されたNissanConnectメッセージを確認。